# Tupolev ANT-29
Il Tupolev ANT-29 (in cirillico Туполев АНТ-29) era un aereo da caccia monoplano, progettato intorno alla metà degli anni trenta in Unione Sovietica dallo TsAGI, all'epoca diretto da Andrej Nikolaevič Tupolev.
Viene indicato anche con la sigla DIP, che fonti diverse indicano essere l'acronimo traslitterato di Dvuhmestnyj Istrebitel' Pušečnyj ("aereo da caccia, biposto, [armato di] cannone") oppure Dvuhmotornyj Istrebitel' Pušečnyj ("aereo da caccia, bimotore, [armato di] cannone"). Sviluppato dal precedente ANT-21, pur mettendo in mostra prestazioni interessanti, evidenziò problemi di stabilità in volo e non venne ammesso alla produzione in serie.

## Storia del progetto
Il progetto dell'ANT-29 risale alla prima metà degli anni trenta e viene considerato come la naturale evoluzione del precedente ANT-21, portato in volo alla fine di maggio del 1933.
Anche nel caso di questo nuovo bimotore, Tupolev assegnò la responsabilità del progetto ad uno dei propri principali collaboratori; le fonti tuttavia non concordano sul nome del prescelto tanto che è possibile trovare indicazioni sia relative ad Aleksandr Aleksandrovič Archangel'skij (padre del progetto dell'ANT-21) che a Pavel Osipovič Suchoj.
Qualunque fosse la paternità, lo sviluppo del velivolo subì un considerevole ritardo in quanto la priorità venne assegnata al progetto dell'ANT-40 che fu portato in volo nell'aprile del 1934, mentre l'inizio delle prove sull'ANT-29 fu ritardato fino al febbraio dell'anno successivo; per altro, anche in questo caso le fonti non sono concordi per cui la data del primo volo viene, almeno in un caso, postdatata (più genericamente) alla fine di quello stesso 1935.
Caratteristica peculiare dell'ANT-29 era rappresentata dall'armamento di grosso calibro, costituito da uno o due (sovrapposti) cannoni senza rinculo calibro 102 mm, la cui canna era disposta lungo la fusoliera con la volata che sporgeva dalla prua del velivolo e l'estremità opposta (da cui uscivano i gas di sparo) sporgente oltre la coda.
Le prove svolte nei primi mesi del 1935 misero in luce la scarsa efficienza delle superfici di controllo ed il prototipo venne rispedito presso le officine dello TsAGI per le opportune modifiche. Quando, alla fine dello stesso anno, i test poterono riprendere, lo stesso Tupolev aveva già realizzato un'analoga versione dell'ANT-40 (denominata ANT-46) e l'ANT-29 risultò essere ormai superato; anche i numerosi malfunzionamenti fatti registrare dal cannone destinato a fungere da arma principale (il cui progettista, Leonid Vasil’evič Kurčevskij, venne da prima arrestato per poi scomparire), non giovarono nel determinare la sorte finale del velivolo il cui sviluppo venne definitivamente abbandonato.

## Tecnica

### Struttura
Realizzato interamente in materiali metallici, l'ANT-29 aveva la fusoliera di sezione ovale, pronunciata in altezza; l'abitacolo era disposto nella zona anteriore mentre in quella centrale era ricavato l'alloggiamento del marconista i cui compiti prevedevano anche la supervisione del corretto funzionamento del sistema automatico di caricamento dei cannoni e la risoluzione di eventuali inceppamenti.
Le ali erano a sbalzo, con rivestimento liscio, caratteristica inusuale per le realizzazioni di Tupolev che generalmente prediligeva l'impiego di rivestimento in lamiera ondulata. L'ala era realizzata in tre diverse sezioni: il pannello centrale, piatto, e le due estremità con spessore decrescente e leggero angolo di diedro positivo. Nella sezione interna di ciascuna semiala trovavano alloggiamento i motori le cui gondole fungevano da alloggiamento per gli elementi anteriori retrattili del carrello d'atterraggio. Questo era integrato, nella parte terminale del cono di fusoliera, da un pattino d'atterraggio.
L'impennaggio era di tipo cruciforme, con i piani orizzontali controventati mediante l'impiego di cavetto in acciaio.

### Motore
L'ANT-29 montava due motori da 12 cilindri a V raffreddati a liquido di origine franco-spagnola Hispano-Suiza 12Ybrs, capaci della potenza di circa 760 CV. Ciascun motore muoveva un'elica tripala a passo variabile Chauviere, di produzione francese.

### Armamento
L'armamento principale dell'ANT-29 era costituito, stando a fonti diverse, da uno o due cannoni senza rinculo "Kurčevskij DRP" (da "Dinamo Reaktivnaâ Puška", in lingua russa "Cannone a Reazione Dinamica"), calibro 102 mm. Era prevista l'installazione di due mitragliatrici ShKAS (calibro 7,62 mm) nelle radici delle ali ma (benché presenti nei disegni del progetto) non risultano mai essere state installate nel velivolo. Un'altra di queste mitragliatrici avrebbe dovuto trovare posto nell'abitacolo posteriore, a disposizione del secondo membro dell'equipaggio.